# Alejandro Martínez Chorro
Alejandro Martínez Chorro (San Vicente del Raspeig, 28 de mayo de 1998) es un deportista español que compite en ciclismo en la modalidad de pista.
Ganó una medalla de bronce en el Campeonato Mundial de Ciclismo en Pista de 2022 y una medalla de plata en el Campeonato Europeo de Ciclismo en Pista de 2023, en la prueba de 1 km contrarreloj.

## Medallero internacional
| Campeonato Mundial | Campeonato Mundial      | Campeonato Mundial | Campeonato Mundial |
| Año                | Lugar                   | Medalla            | Competición        |
| ------------------ | ----------------------- | ------------------ | ------------------ |
| 2022               | Saint-Quentin (Francia) | Medalla de bronce  | 1 km contrarreloj  |
| Campeonato Europeo |                         |                    |                    |
| Año                | Lugar                   | Medalla            | Competición        |
| 2023               | Grenchen (Suiza)        | Medalla de plata   | 1 km contrarreloj  |